# Jenő Anisich
Jenő Anisich (Jeno Anišić) (Bajmak, 6. srpnja 1915.), kanonik, lektor Kalačkoga prvostolnog kaptola, arhiprezbiter, apostolski prabilježnik (protonotar), opat sv. Augustina Kalačkoga i umirovljeni ravnatelj Međunarodnog Caritasa.
Rođen u Bajmaku u obitelji oca Hrvata Mihála i majke Marije, rodom iz Bratislave. U Bajmaku završio pučku školu, a gimnaziju u Subotici. Jenovi stričevi su pošli svećeničkim putem, a Jeno se poveo njihovim primjerom. Bogoslovlje je početo studirati u Zagrebu prije rata, a završio u Kalači tijekom Drugog svjetskog rata. 1942. godine zaredio se za svećenika. U Kalači je bio kapelan, vjeroučitelj i profesor latinskog, pa kapelan u Tompi i Bačkom Aljmašu. Dolaskom sovjetskih snaga 1944. prijetila mu je smrtna opasnost pa je iz Aljmaša prebjegao u Kalaču. Nakon toga bio je kapelan u Dušnoku, Kaćmaru, Baškutu i u župi sv. Emerika u Kalači. Nije htio pristupiti u državno svećeničko udruženje zbog čega je osuđen i protjeran iz Bačko-kiškunske županije. Nakon protjerivanja bio je kapelan u Ajošu i Kecelju. Od osude stalno je bio pod policijskom paskom, bio je sumnjičen za špijunažu pa mu je kuća nekoliko puta pretražena. Oduzeli su mu i putovnicu i mađarsko državljanstvo, pa je revolucionarne 1956. protjeran u Austriju.
U Austriji je bio dušobrižnik u Bregenzbenu i u Vorarlbergu ravnatelj mađarske misije. Iz Austrije je prebjegao u ČSSR, odakle je jeseni 1956. pokušao se vratiti u Mađarsku. Veleposlanstvo mu nije odobrilo, a nadbiskup mu je zapovijedio ostati u inozemstvu i organizirati rad međunarodnog Caritasa. Ravnao je tom ustanovom u Švicarskoj od 1957. do mirovine. Za ravnateljstva u progonstvu tijekom 40 godina pomogao je mnogim biskupijama, osobito Crkvi u Bačkoj, ali i u Zagrebu. Osigurao financiranje gradnje pet crkava u jugoistočnoj Europi i obnovu katedrale u Pečuhu.
Poslije umirovljenja vratio se u Kalaču 1995. godine. I poslije umirovljenja pomaže bogoslovima.